# Barbarano del Capo
Barbarano del Capo is een plaats (frazione) in de Italiaanse gemeente Morciano di Leuca.

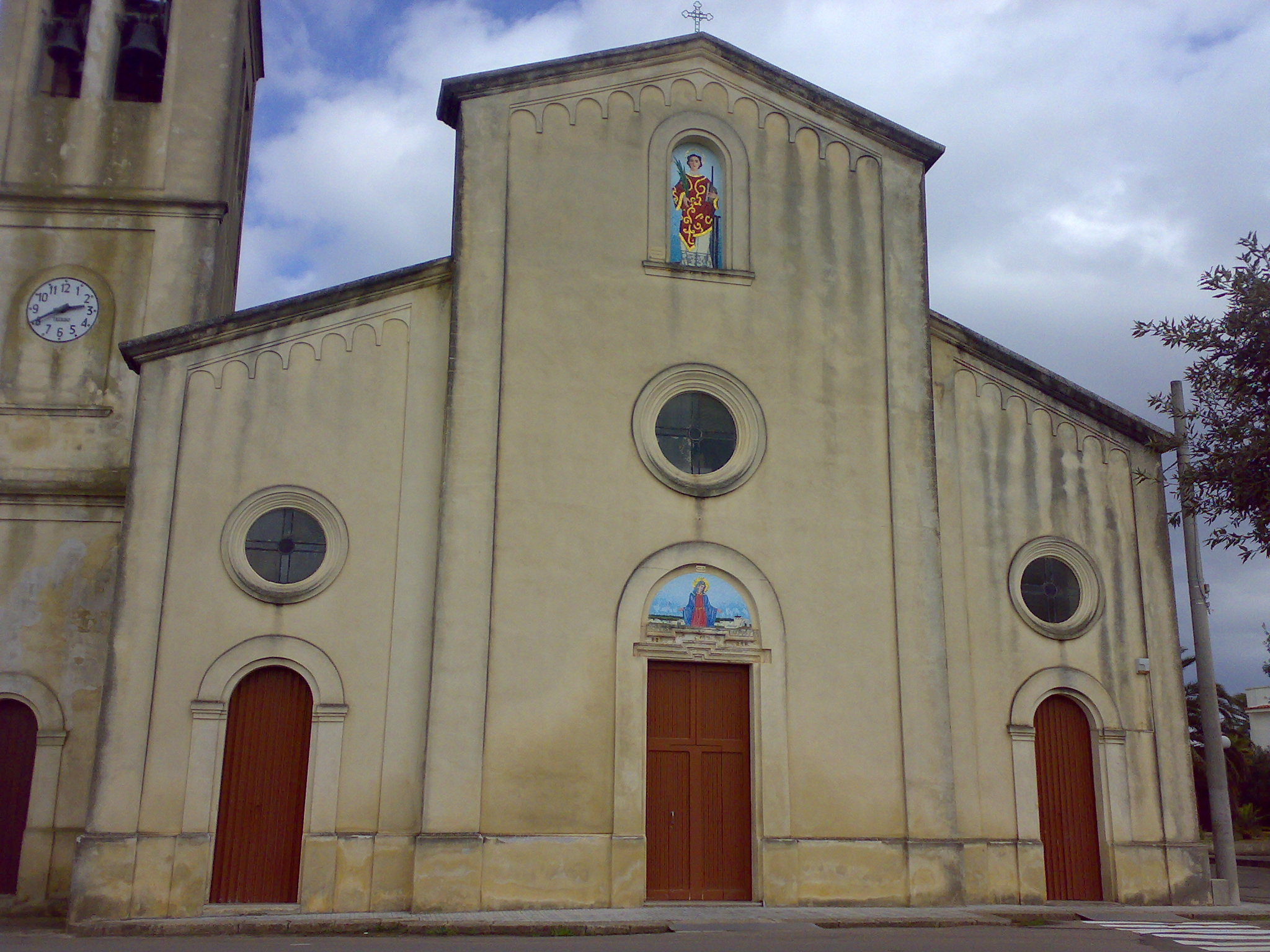
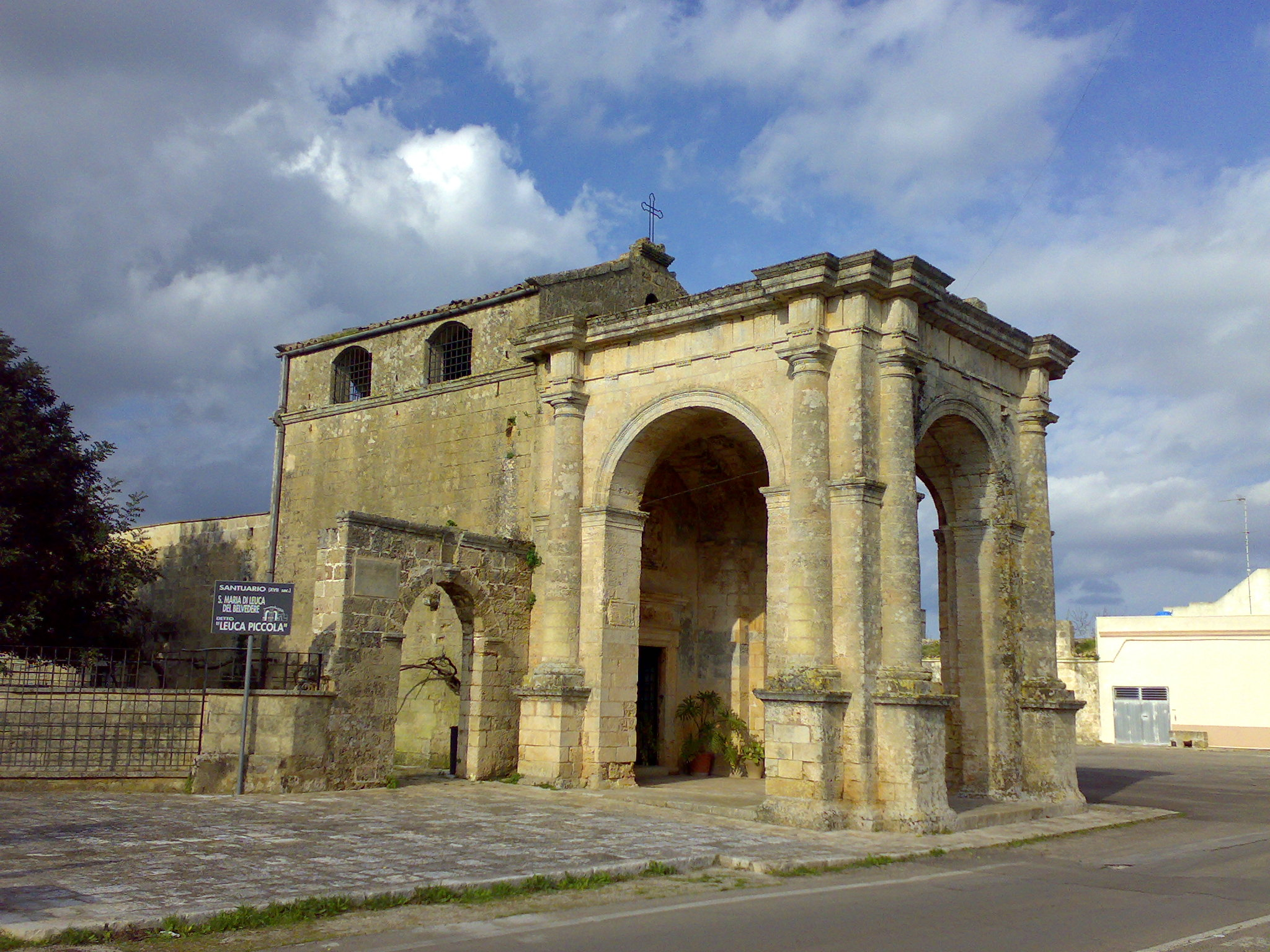
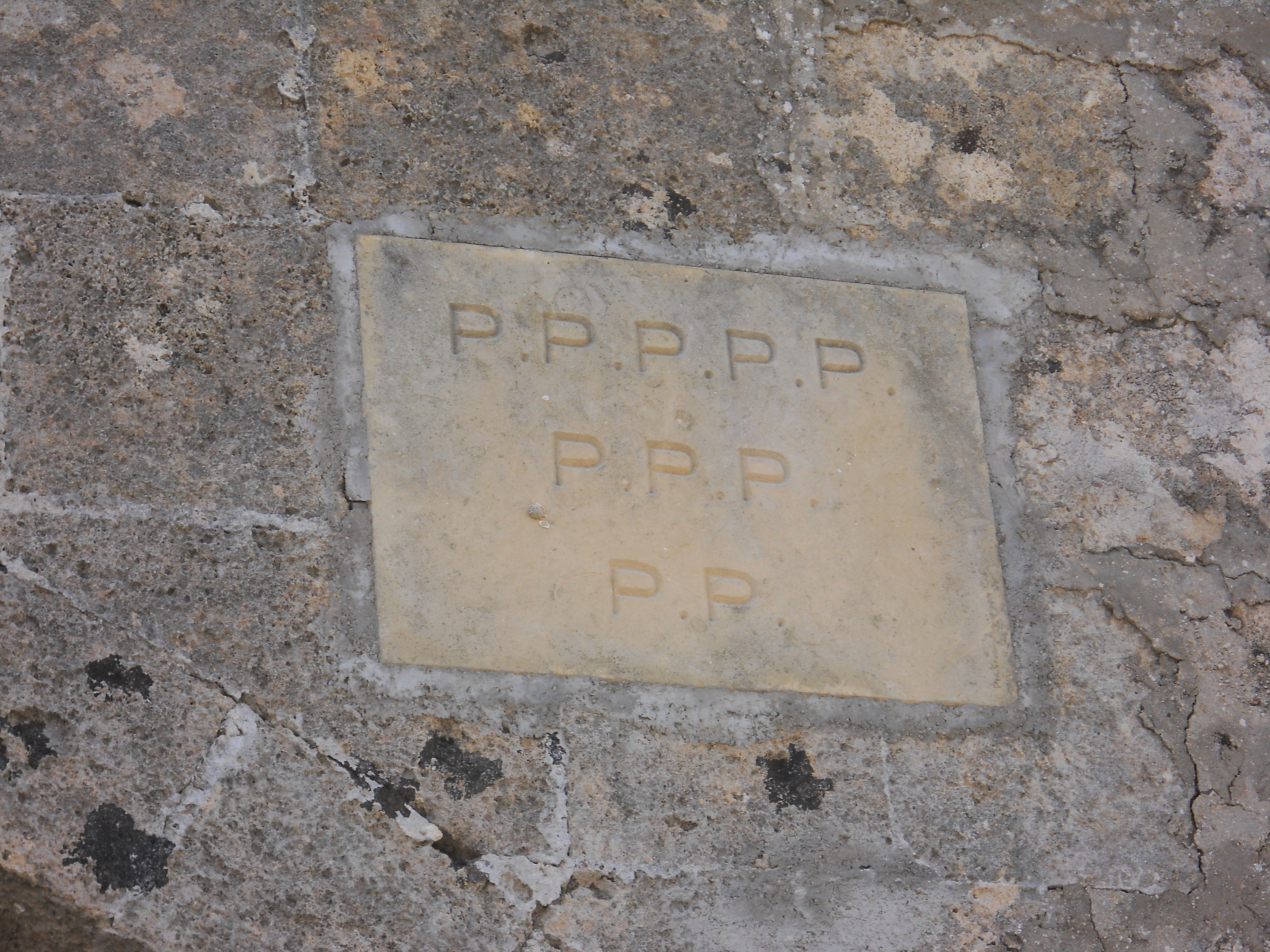
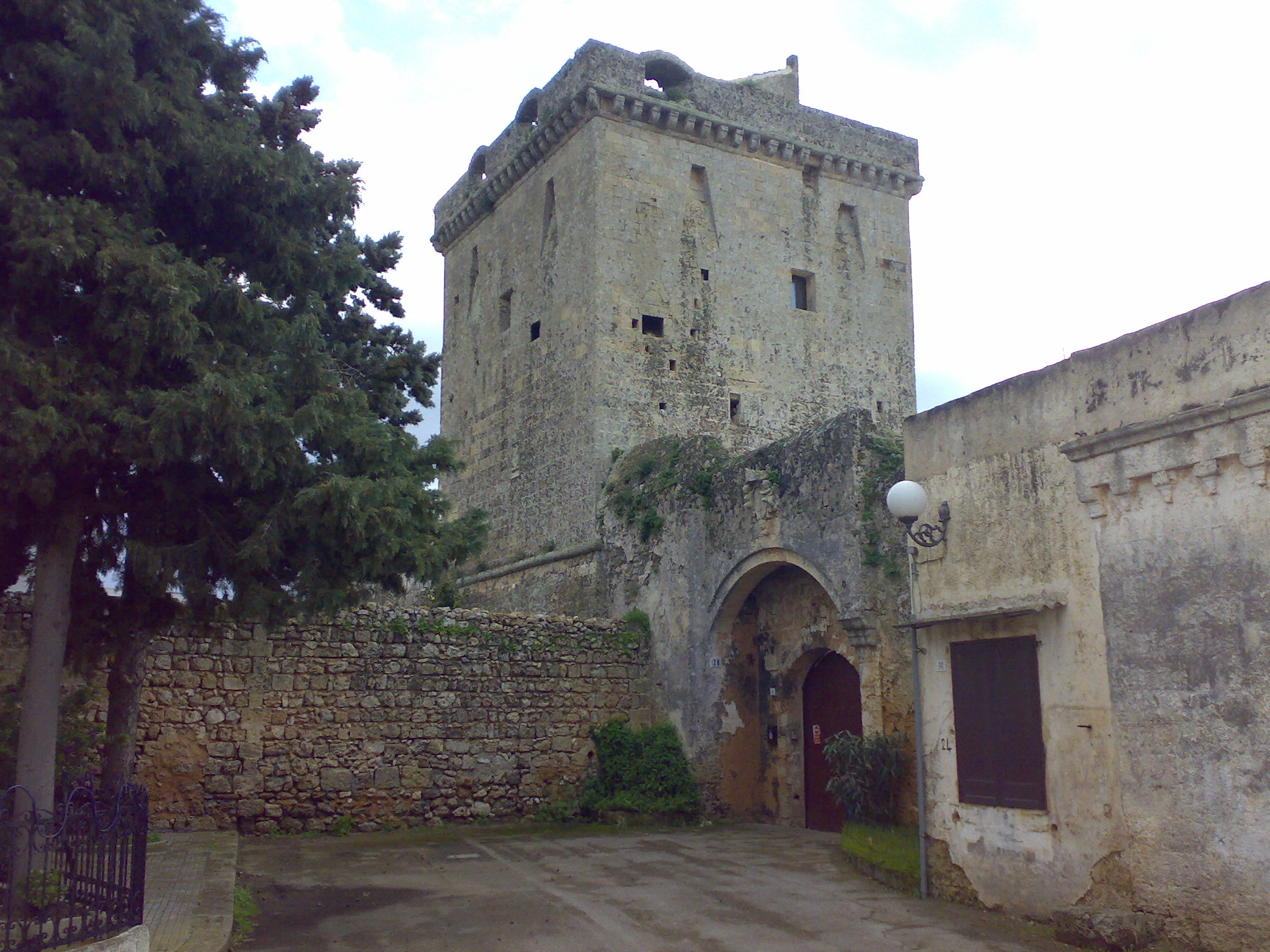
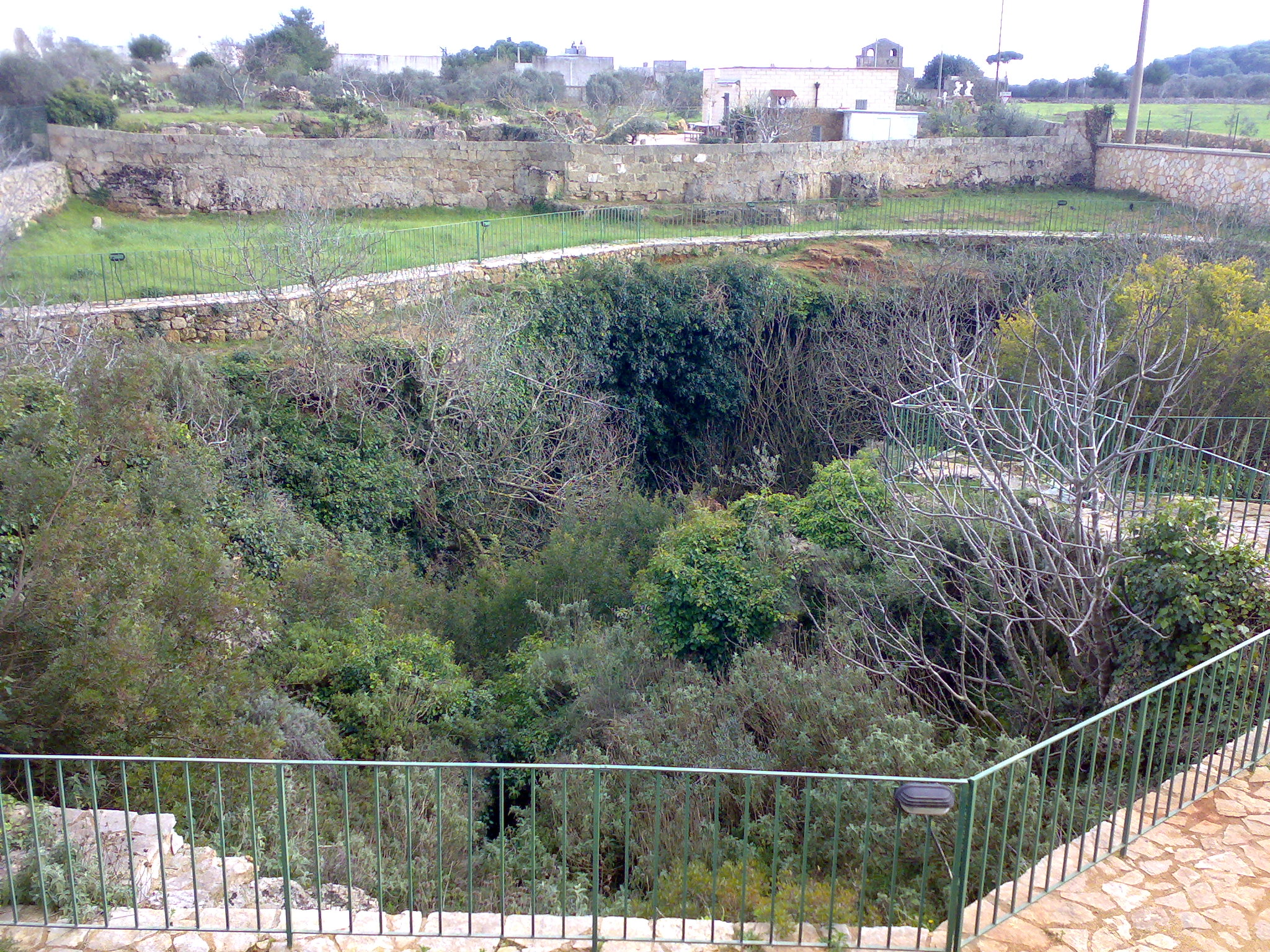